# Amor y lujo
«Amor y lujo» es el segundo sencillo del álbum de estudio Tarántula de la cantante Mónica Naranjo.

## Estreno
El tema fue estrenado el 22/07/2008 en España donde se presentó en formato Maxi-CD y descarga digital.
Llegó directamente al n.º 1 en las listas de Promusicae, además de ser el tercer sencillo más vendido en España en 2008.
“Amor y lujo” fue el segundo sencillo de Tarántula, pero por deseo expreso de Sony Music frente a la intención inicial de Mónica y su equipo de seguir dando a conocer el nuevo estilo de Mónica, cuya opción perfecta para ello era “Todo Mentira”. Tanto es así que Mónica ya tenía ideado el videoclip junto con Juan Marrero para esta canción; finalmente se impuso la discográfica y "Amor y lujo" acabó siendo el segundo sencillo, para el que se creó un espléndido videoclip (a cargo de Marrero) grabado en julio de 2008 en Valencia; y se pidió a Juan Belmonte y a Jordi Buch una hornada de remixes, entre los que destacan el “Choice Remix” y el “Mix Show” de Juan Belmonte. A Jordi Buch pertenece el “Old Fashion Remix” cuya versión se utilizó en el programa “Operación Triunfo 2008”, siendo interpretada por Mónica junto a los participantes de dicho concurso, y fue una de las más pedidas en las discotecas durante el verano de 2008.
Posteriormente, en Adagio, “Amor y lujo” (al igual que el resto de canciones que componen el repertorio de la obra) fue adaptada sobre los escenarios por una orquesta sinfónica de manera novedosamente magistral.
En 2013 se edíta un cómic homónimo dibujado por Ricardo Jorge (RJ) y Studio Kawaii basado en la letra de la canción e inspirado por el videoclip. Narra las aventuras de Mónica en su huida a Japón. Allí conocerá a una serie de extraños y variopintos personajes muy similares a los del videoclip. Este cómic es el primer cómic oficial de la artista y el primer cómic inspirado en una cantante de nacionalidad española.

## Maxi CD
1. Amor y Lujo - Album Version 4:00
2. Amor y Lujo - Juan Belmonte Choice Remix 8:03
3. Amor y Lujo - Juan Belmonte Mix Show 8:44
4. Amor y Lujo - Jordi Buch Old Fashion 3:49
5. Europa - David Ferrero House Park Extended Remix 5:55
6. Europa - Juan Belmonte Remix (Video)

## Trayectoria en las lista
| Posición | 1 | 1 | 1 | 1 | 3 | 3 | 5 | 4 | 4 | 6 | 7 | 4 | 5 | 8 | 9 | 3 | 6 | 3 | 8 | 6 | 8 |

| Posición | 20 | 19 | 5 |

| Posición | 12 | 5 | 14 | 7 |

| Anterior: «Sleep when I'm dead» de The Cure | Listas musicales de España — Sencillo Nro 1 27 de julio de 2008 — 24 de agosto de 2008 | Siguiente: «Give it 2 Me» de Madonna |